# Leptaulax arayai
Leptaulax arayai is een keversoort uit de familie Passalidae. De wetenschappelijke naam van de soort is voor het eerst geldig gepubliceerd in 2003 door Johki & Kon.